# 독립운동
독립운동(獨立運動, national liberation movement) 또는 해방운동(解放運動)은 어떤 국가 또는 세력의 직·간접적인 지배를 받는 지역에서 자치권 등의 권한을 얻거나, 스스로의 국가 또는 세력을 세우기 위해 벌이는 모든 행위를 말한다. 그러므로 국가의 독립은 기존 국가에 속한 일부 지역이나 타국의 지배하에 있던 영역이, 그 지배를 벗어나 새로운 국가로 성립하는 것을 의미한다.
국제법에서는 국가의 요건으로서 일정한 영역, 국민 및 주권이 필요하다. 주권이란 그 영역을 배타적으로 지배하는 권력으로 이른바 통치 능력이다. 다만, 독립을 주장하는 지역이 국가로서의 실체를 갖추었는지 판단하는 것은 다른 국가에 맡겨져 있어 각 국가는 그 지역을 새로운 국가로서 인정하는지 여부, 즉 국가 승인 여부를 결정할 수 있다. 그 때문에, 비록 어떤 지역이 독립을 주장하더라도, 국가에 따라서 그것을 인정하지 않는 경우가 있어 모호한 결과를 가져올 수 있다.

## 정의
독립권(獨立權)을 주장(主張)ㆍ쟁취(爭取)하려는 정치적(政治的) 운동(運動)으로 지역 혹은 나라마다 처한 환경과 세계적인 정세에 따라 표방하는 의미가 다르다. 크게 언론·계몽운동과 같은 평화적인 방법과 무장 독립운동과 같은 공격적 방법으로 나뉘는데, 무장 독립운동은 관점에 따라서는 테러리즘으로 해석될 여지도 있다.
한국의 경우 1919년 1월 미국대통령 윌슨이 제1차 세계대전의 강화 기초조건으로 발표한 14개조 중의 ‘민족자결’ 조항은 한국인에게 독립의 가능성을 믿게 하였고, 이것은 3·1운동이라는 민족항쟁을 폭발시킨 정신적 동기가 되었다. 3·1운동이 일어나자 미국신문들은 이 사실을 보도하면서 일본을 규탄하였고, 미국 의회에서도 같은 해 6월 30일 한국문제가 제기되어 3년간이나 논란의 대상이 되었으며, 한국에 관한 여러 보고서·성명 등이 미국의회의 속기록에 오르게 되었다.
한편 해방운동은 압박을 당하는 상태에서 벗어나고자 하는 운동으로 민족은 그 운명을 스스로 결정하여야 한다는 민족자결(民族自決)의 이념이 바탕이 되어 식민지 지배를 받고 있는 지역에서 민족의 자유와 독립을 요구하여 전개되는 운동으로 발전되었다. 하지만 자칫 단순한 해방운동으로 표현할 때에는 지역적인 독립뿐만 아니라 사회 신분에서의 해방, 예컨대 노예 제도 폐지 운동을 가리킬 수 있다.

## 나라별 독립운동

### 한국
한국은 대한제국이던 1910년에 강제병합으로 일본에 강제점령 당한 이후 일본으로부터 독립하기 위한 독립운동을 국내외에서 활발하게 전개하였다. 
대표적으로 국내에서 유관순 열사와  3ㆍ1운동의 시발점인 아우내 장터에서 시위를 한 사람들과
국외에 있었다가 국내로 온 의사들이 있다.

### 타이완
타이완은 명·청대 들어 중국사에 편입되었지만, 타이완 원주민 및 오래전부터 타이완으로 이주하여 살고 있는 본성인들은 현재의 중화민국으로부터 타이완 섬이 독립되기를 희망하기도 한다.

### 미국
영국 본국의 가혹한 지배와 중상주의 정책에 반항하여 미국 13주(州) 식민지가 협력하여 독립을 달성한 전쟁과 식민지 내부의 사회개혁을 포함한 혁명으로 1775년에 시작된 미국의 독립혁명은 약 1세기 반에 걸쳐 식민지인들이 확립한 자치에 대하여 본국 정부가 이것을 침범하려고 시도한 데서 일어나게 되었다.

### 이스라엘
1948년 5월 14일(금) 오후 4시, 텔아비브 박물관에서는 '하티크바(Hatiqva, '희망'이라는 제목의 국가)'가 불리게 된 후, 벤 구리온이 독립 헌장이 기록된 다음과 같은 문구가 들어있는 두루마리를 읽었다.
"우리는 유대인의 역사적이며 본질적인 권리와 유엔 안전 보장 이사회의 결정에 따라 이스라엘이라 불리는 국가를 팔레스타인에 세울 것을 선언한다."
팔레스타인 난민들은 이스라엘의 탄압과 공격으로 인해 많은 사상피해가 있다.

### 티베트
티베트 독립운동은 1959년 3월 중화인민공화국 시짱 자치구의 수도 라사에서 발생한 대규모의 민족운동으로 현재까지도 계속되며 달라이 라마 14세는 인도에 망명하여 중국공산당과 표면적으로 대립 상태에 있다.

### 동투르키스탄
동투르키스탄 독립운동(東-獨立運動, 중국어: 新疆独立运动/新疆獨立運動, 영어: East Turkestan independence movement)은 현재 중화인민공화국 신장 위구르 자치구로 있는 동투르키스탄에서 위구르인들이 벌이는 독립운동이다.

### 일본
일본의 류큐 독립운동(琉球獨立運動, 일본어: 琉球独立運動 (りゅうきゅうどくりつうんどう), 영어: Ryukyu independence movement)은 오키나와 현과 류큐 제도가 일본에서 독립해야 한다는 운동이다.
1945년 일본의 태평양 전쟁 패전후에, 일본에 점령되었던 류큐국(琉球國)의 귀속이 불분명한 상태에서 미국이나 일본으로의 편입이 아닌, 류큐 공화국(琉球共和國, Republic of the Ryūkyūs)이란 한 국가로서의 독립국가를 주장하는 운동이다.

### 말레이시아
16~17세기경부터 서구 열강이 말레이시아를 지배하기 시작했으며, 제2차 세계대전 때 약 3년간 일본이 말라야를 지배했다. 당시 말라야 주민들의 독립 투쟁이 이어졌으며, 일부는 MPAJA나 PKM 등 무장조직을 결성해 전쟁을 일으키기도 했다. 1945년 일본의 항복과 함께 말라야는 독립했으나, 다시 영국으로 넘어가면서 독립운동이 거세졌다. 1957년 8월 31일 말라야는 공식적으로 독립했다.
한편 1963년 9월 16일 싱가포르, 사라왁, 사바를 합병하여 현재의 말레이시아가 결성되었는데, 1965년 싱가포르가 탈퇴한 이후 사라왁, 사바 두 지역에 대한 독립문제가 떠올랐다. 사바의 주지사였던 툰 푸아드 스테픈스는 "우리는 싱가포르 때문에 말레이시아에 가입했는데, 그들이 나갔으므로, 우리가 더 이상 말레이시아의 일원으로 있을 이유가 없다"며 독립을 주장한 바 있다. 이후 두 주에서는 말레이시아로부터 독립하려는 운동이 시작되었다. 비록 규모는 작지만, 조금씩 커지고 있다.

## 같이 보기
- 독립 전쟁
- 분리주의
- 한국의 독립운동
- 분리 독립 운동 목록

## 참고 문헌
- 《한국독립운동지혈사》 박은식(독립운동가) 저, 소명출판(2008년)
- 《이스라엘사》, 최창모 저, 대한교과서주식회사(1994년), 507p